# Lindelophia
- Commons
- Wikispecies

Lindelophia é um gênero de plantas pertencente à família Boraginaceae.